# This Kiss
«This Kiss»  (рус. Этот поцелуй) — песня американской кантри-певицы Фэйт Хилл, вышедшая 3 марта 1998 года в качестве первого сингла с её третьего студийного альбома Faith (1998). Авторами песни выступили Beth Nielsen Chapman, Robin Lerner, Annie Roboff.
Песня стала первой в карьере певицы высоко поднявшейся в поп-чартах (до № 7 в Billboard Hot 100 в США), стал № 1 в кантри-чартах Канады и США и получила множество номинаций и наград, включая CMA Awards, и награду Академии кантри-музыки ACM Awards в престижной категории «Лучший сингл года» (Single of the Year) и 2 номинации на Грэмми-1999.
В 2024 году Rolling Stone поместил песню на 118-е место в своем рейтинге 200 величайших кантри-песен всех времён.

## Награды и номинации
Источник:
| Награда    | Категория                                    | Результат |
| ---------- | -------------------------------------------- | --------- |
| Грэмми     | Лучшая кантри-песня                          | Номинация |
| Грэмми     | Лучший женский кантри-вокал                  | Номинация |
| ACM Awards | Видео года (Video of the Year)               | Победа    |
| ACM Awards | Сингл года (Single Record of the Year)       | Победа    |
| ACM Awards | Лучшая вокалистка года (Top Female Vocalist) | Победа    |
| ACM Awards | Песня года (Song of the Year)                | Номинация |
| CMA Awards | Vocal Event of the Year                      | Номинация |
| CMA Awards | Сингл года (Single of the Year)              | Номинация |
| CMA Awards | Видеоклип года (Music Video of the Year)     | Победа    |

## Чарты

### Еженедельные чарты
| Чарт (1998)                        | Высшая позиция |
| ---------------------------------- | -------------- |
| Австралия (ARIA)                   | 4              |
| Австрия (Ö3 Austria Top 40)        | 18             |
| Канада Canada Country Tracks (RPM) | 1              |
| Нидерланды (Single Top 100)        | 77             |
| Швеция (Sverigetopplistan)         | 22             |
| Великобритания (OCC UK Singles)    | 13             |
| США (Billboard Hot 100)            | 7              |
| США (Billboard Hot Country Songs)  | 1              |
| США (Billboard Pop Airplay)        | 14             |
| США (Billboard Adult Contemporary) | 3              |
| США (Billboard Adult Pop Airplay)  | 14             |

### Итоговые годовые чарты
| Чарт (1998)                                   | Позиция |
| --------------------------------------------- | ------- |
| Канада Canada Country Tracks (RPM)            | 5       |
| Канада Canada Adult Contemporary Tracks (RPM) | 15      |
| США Billboard Hot 100                         | 25      |
| США Country Songs (Billboard)                 | 3       |

## Сертификации
| Регион                                                      | Сертификация | Продажи   |
| ----------------------------------------------------------- | ------------ | --------- |
| Австралия (ARIA)                                            | Платиновый   | 70 000^   |
| США (RIAA)                                                  | Платиновый   | 1,000,000 |
| ^ Данные о тиражах приведены только на основе сертификации. |              |           |